# Achterknoten (Schlaufe)
Der Achterknoten dient zum Knüpfen einer besonders sicheren Schlaufe.

## Geschichte
Der Achterknoten wird heute von allen alpinen Organisationen gelehrt (DAV, ÖAV, SAC, J+S, Bergwacht), ebenso von allen Rettungsorganisationen (DRK, ÖRK, SRK, Feuerwehr, THW, Bergwacht, Wasserwacht, DLRG, SLRG, Katastrophenschutz).
Bei Kletterwettkämpfen des DAV ist das Anseilen mit Achterknoten zwingend vorgeschrieben.
Bis in die 1980er-Jahre war der Achterknoten im alpinen Bereich so gut wie unbekannt. Bergsteiger verwendeten früher als Anseilknoten den Spierenstich und den Sackstich, und als „Klettergurt“ die Doppelte Rettungsschlinge oder eine „Sitzschlinge“.

## Anwendung
Der Achterknoten dient als besonders sichere Schlaufe.
Entscheidend ist die hohe Knotenfestigkeit: das Seil behält 63 % seiner Reißfestigkeit. Der Achterknoten ist damit fast jedem anderen Schlaufen-Knoten überlegen. Gleichzeitig ist der Achterknoten auch nach hoher oder mehrfacher Belastung, wie sie beim Klettern auftreten, leicht wieder lösbar. Beides ist im Klettersport wichtig und macht ihn zu einem idealen Anseilknoten.
In der Seefahrt spielt der doppelte Achterknoten fast keine Rolle. Stattdessen wird dort der Palstek als feste Schlaufe für fast alle Anwendungen verwendet, da dieser schneller geknüpft werden kann und auch nach größter Belastung einfach zu lösen ist. Ausnahme: Ein Bootsmannstuhl wird mit einer doppelten Acht am Fall festgebunden, wenn jemand in den Mast gezogen werden soll. Unter Achterknoten verstehen Segler hingegen meistens den Achtknoten.

### Am Klettergurt
Der Achterknoten wird beim Klettern und im Rettungswesen als sichere Verbindung zwischen Kletterseil und Klettergurt verwendet. In das Ende des Seils wird ein Achterknoten so gebunden, dass noch etwa ein Meter Seilende frei bleibt. Dieses Seilende wird nun durch die am Klettergurt befestigte Einbinde-Schlaufe gezogen, und dann dem Achterknoten entlang parallel zurückgefädelt. Diese Form heißt auch eingebundener oder gesteckter Achterknoten (siehe unten).
Achtung: Achterknoten immer direkt im Klettergurt einbinden, insbesondere beim Vorstieg und beim Gehen oder Skifahren in der Seilschaft (nie einen Karabiner dazwischen, denn der führt beim Sturz oft zu schweren Kopf-, Kiefer- und Zahn-Verletzungen. Außerdem senkt sich die Bruchlast der Sicherungskette durch mögliche Querbelastung im Karabiner beträchtlich).
Ausnahme: In einigen Kletterhallen werden bei Toprope-Seilen der Achterknoten mit Schrumpfschlauch gesichert, damit ungeübte Kletterer den Knoten nicht öffnen und falsch wieder zusammen knüpfen. Wenn der Achterknoten so nicht direkt im Klettergurt eingebunden werden kann, empfiehlt sich die Verbindung mittels zwei gegenläufigen Karabinern oder einem selbstverriegelnden oder gesicherten Verschlusskarabiner wie bspw. Ball Lock-Karabiner von Petzl oder Belay Master von DMM. Beim Klettern im Vorstieg ist eine solche Kombination aber lebensgefährlich. 

### Am Karabinerhaken

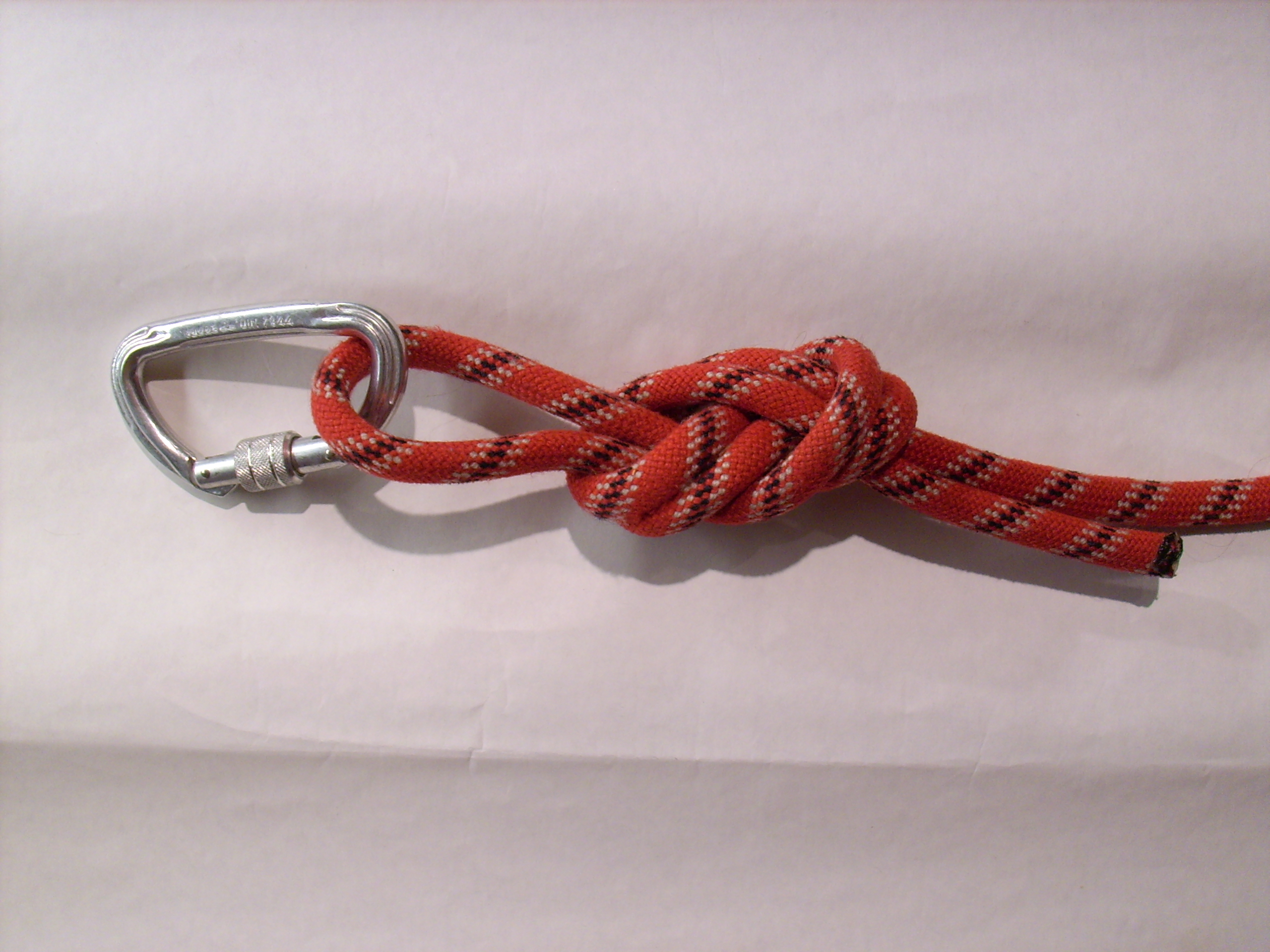
So nicht:
Achterknoten mit Schraubkarabiner

Der Achterknoten wird oft von Feuerwehr und Rettungsdiensten oder in der Armee und im Bauhandwerk als Verbindung zwischen Seil und speziell geformten Sicherheits-Karabinerhaken eingesetzt, da der Achterknoten leicht visuell zu kontrollieren ist, das Seil vergleichsweise wenig schwächt und deshalb eine hohe Bruchfestigkeit hat. Voraussetzung sind speziell geformte Karabiner, die eine Querbelastung ausschließen und idealerweise über einen selbstverriegelnden Verschlussmechanismus verfügen. Normale Schraubkarabiner (wie im Bild) haben sich im Gebrauch schon selbst geöffnet und zu tödlichen Unfällen geführt. 

## Knüpfen

### Gelegt
Bilde eine Bucht, lege mit dem nun doppelten Seil eine zweite Bucht, verdrehe diese zweimal, und stecke die erste Bucht durch das Auge der doppelt verdrehten zweiten Bucht. Zugezogen ergibt sich das rechte Bild.

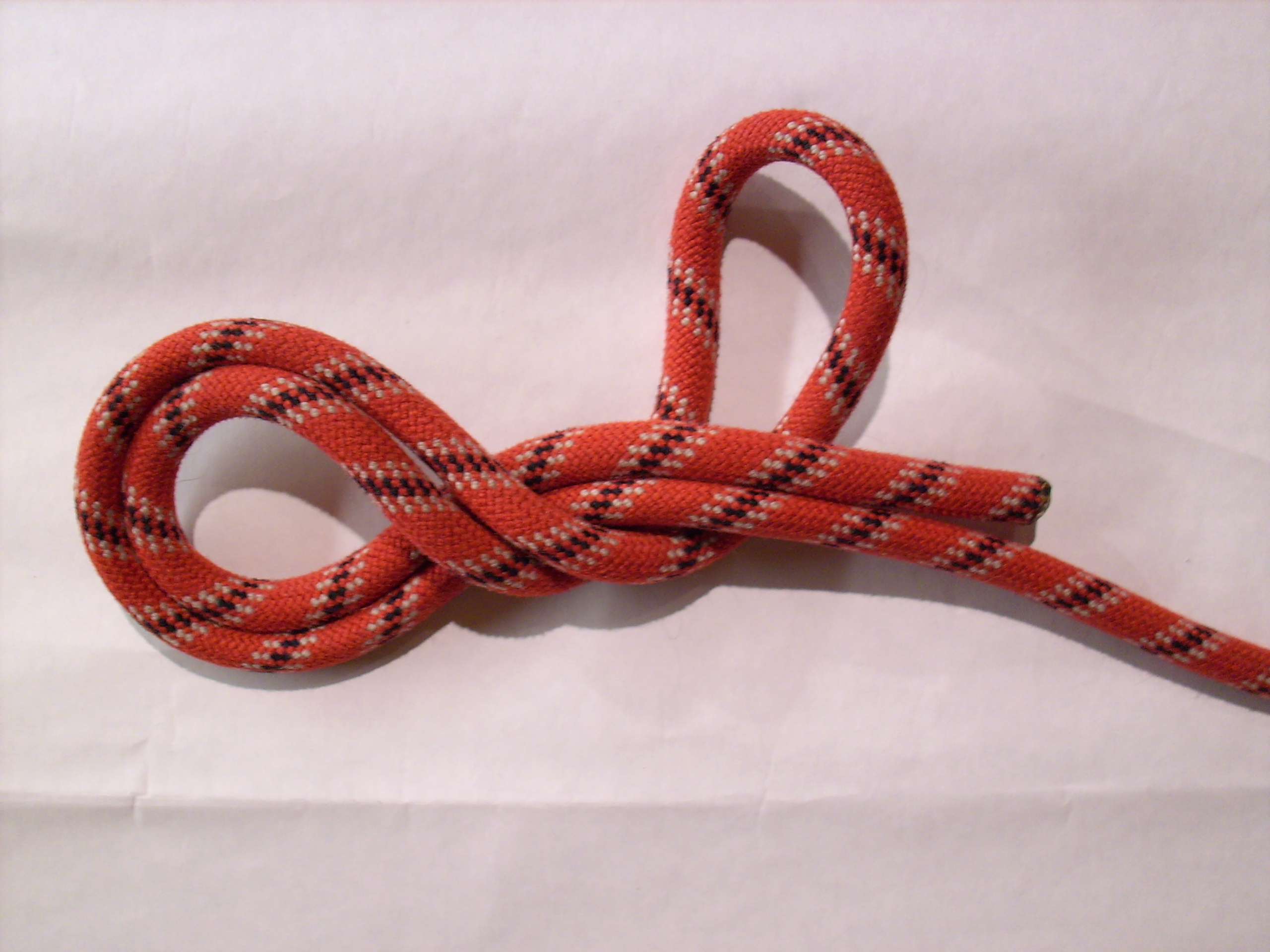
Gedrehte Bucht
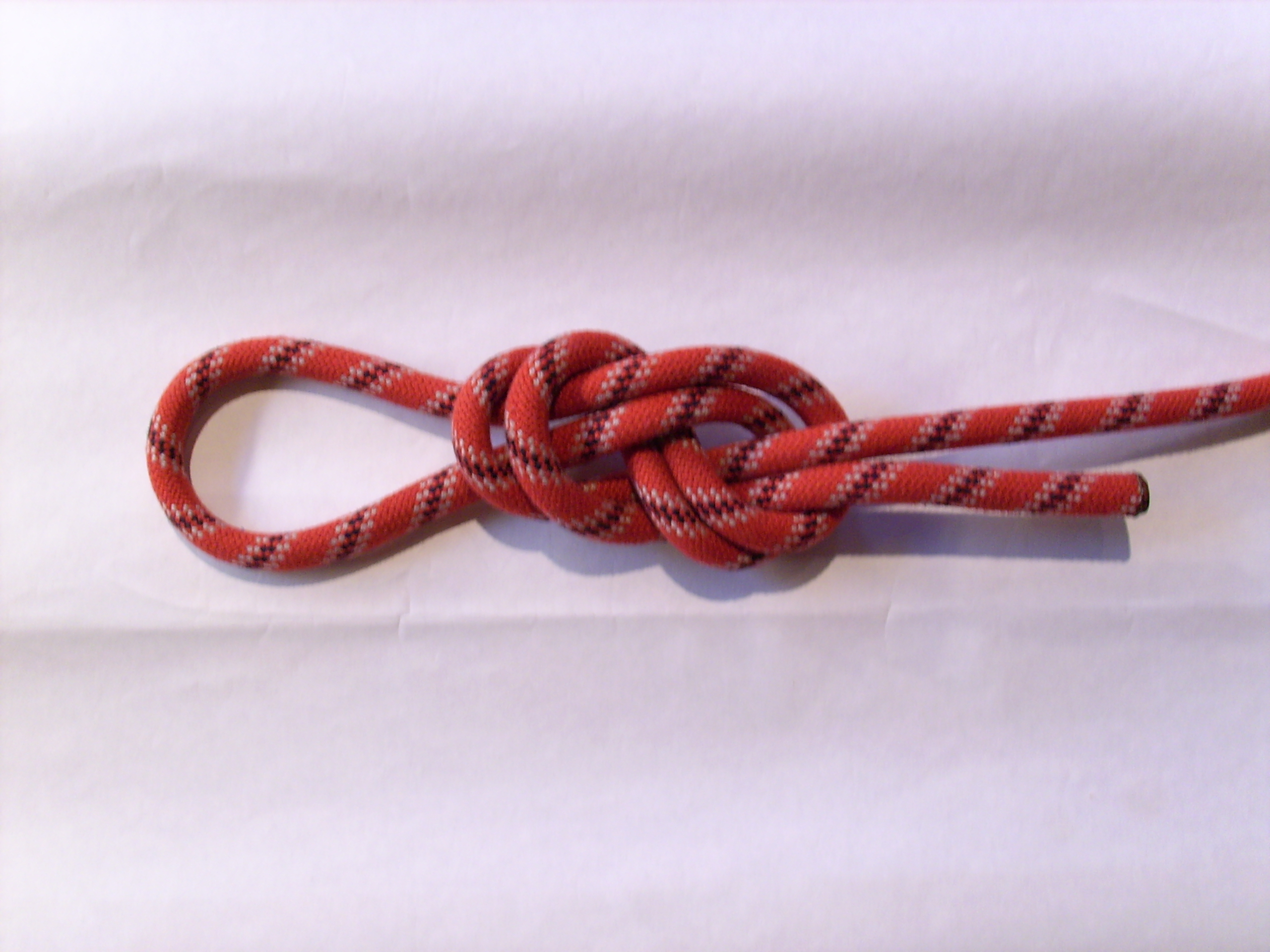
Achterknoten

### Gesteckt
Für die Anwendung am Klettergurt wird der Achterknoten gesteckt (siehe oben): Man macht in das Ende eines Seils einen losen Achtknoten (Endacht), so dass noch etwa ein Ein–Meter langes Seilende frei bleibt. Dieses freie Ende führt man durch die Einbinde-Schlaufe des Klettergurtes. Und folgt dann mit dem Ende dem Knotenverlauf (nun rückwärts) genau nach, dann ergibt sich ein Achterknoten (Schlaufe). Das Seil befindet sich in der Bildreihe rechts vom Knoten, die gesteckte Schlaufe ist links.

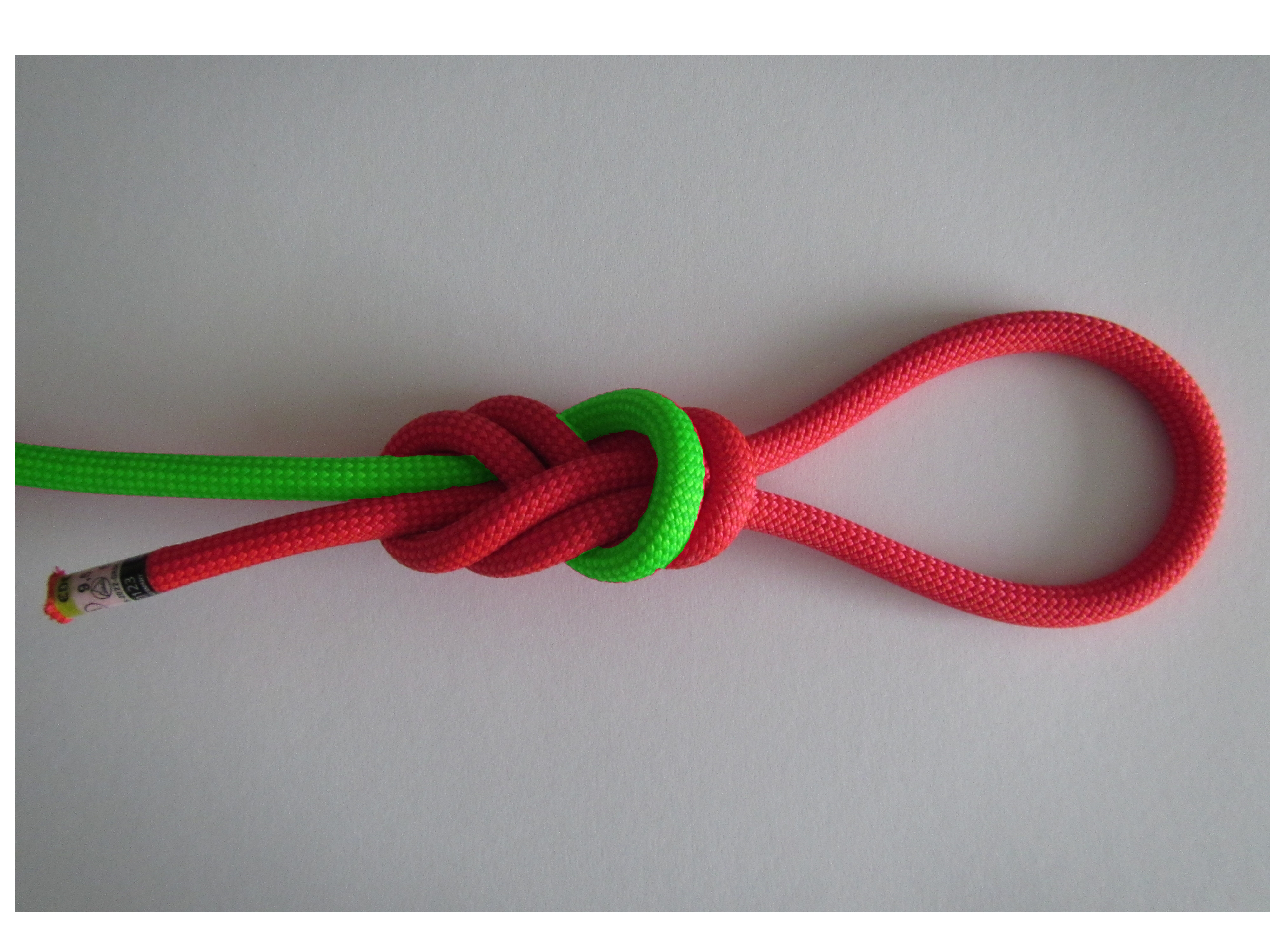
Leichter lösbarer Achterknoten

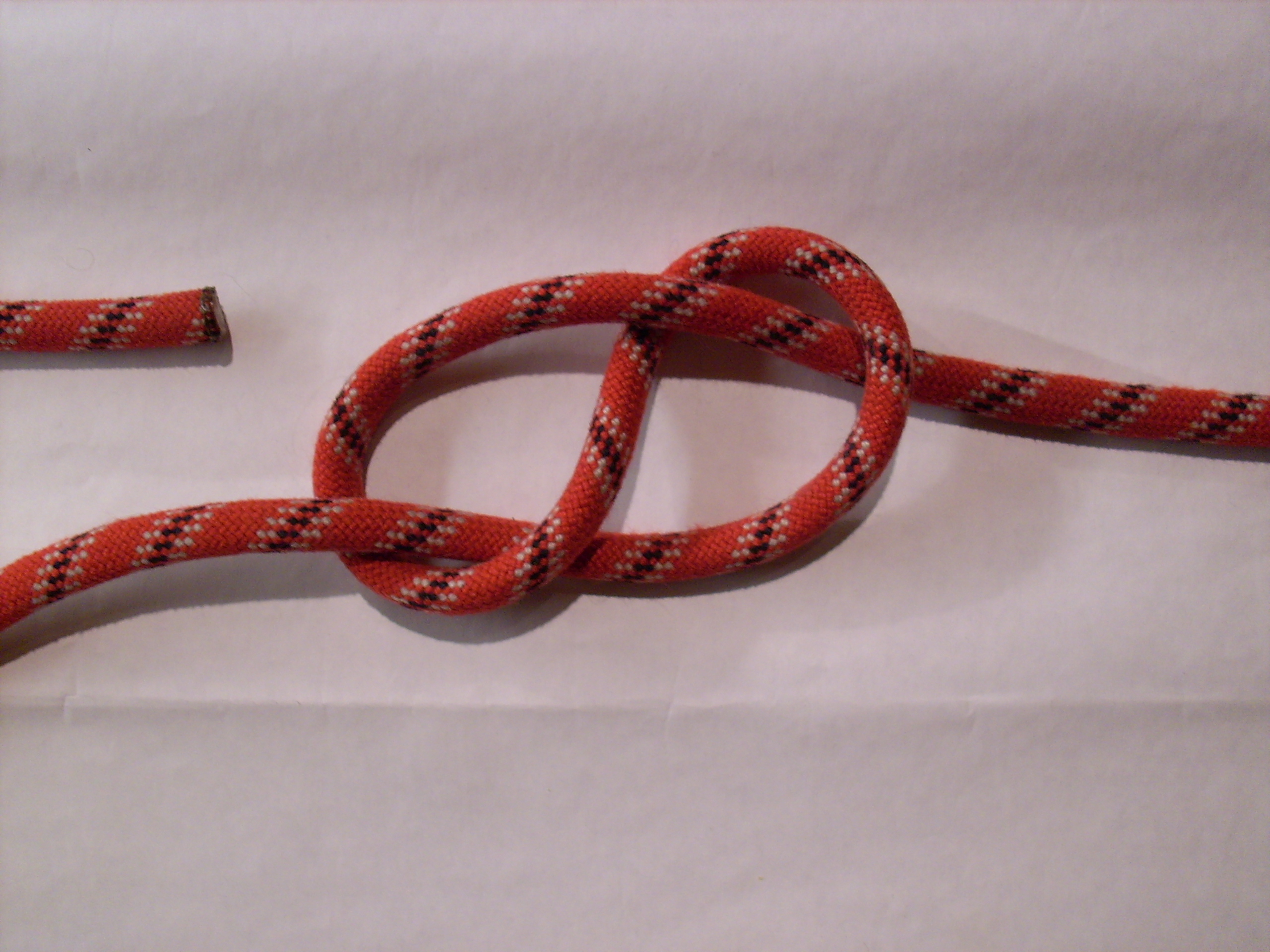
Der gesteckte Achterknoten (Schlaufe) beginnt mit einer Endacht.
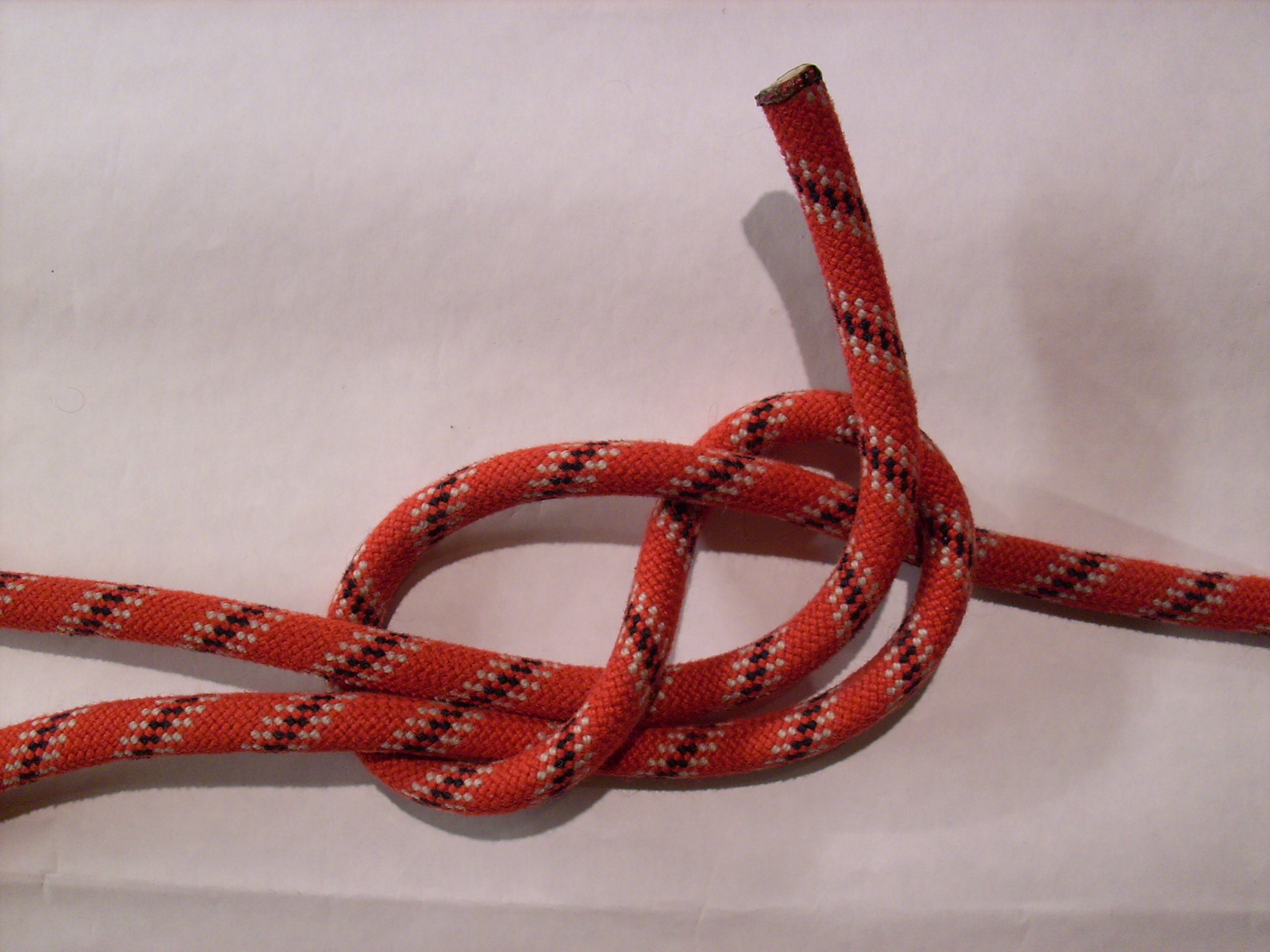
Dann wird das Seilende komplett entlang der Endacht zurückgeführt (hier noch unfertig (mit zu kurzem Seilende)).

Der Achterknoten lässt sich nach einem Sturz leichter wieder lösen wenn man  beim Knüpfen darauf achtet, dass alle Seilstränge sauber parallel verlaufen (also nicht wie im obigen Bild „Achterknoten mit Schraubkarabiner“) und die erste Schlaufe vom Last tragenden Strang innen im Knoten verläuft. Auf dem Bild wurde dieser Strang grün eingefärbt. Außerdem sollte der fertige Knoten gut festgezogen werden. 

## Doppelter Achterknoten

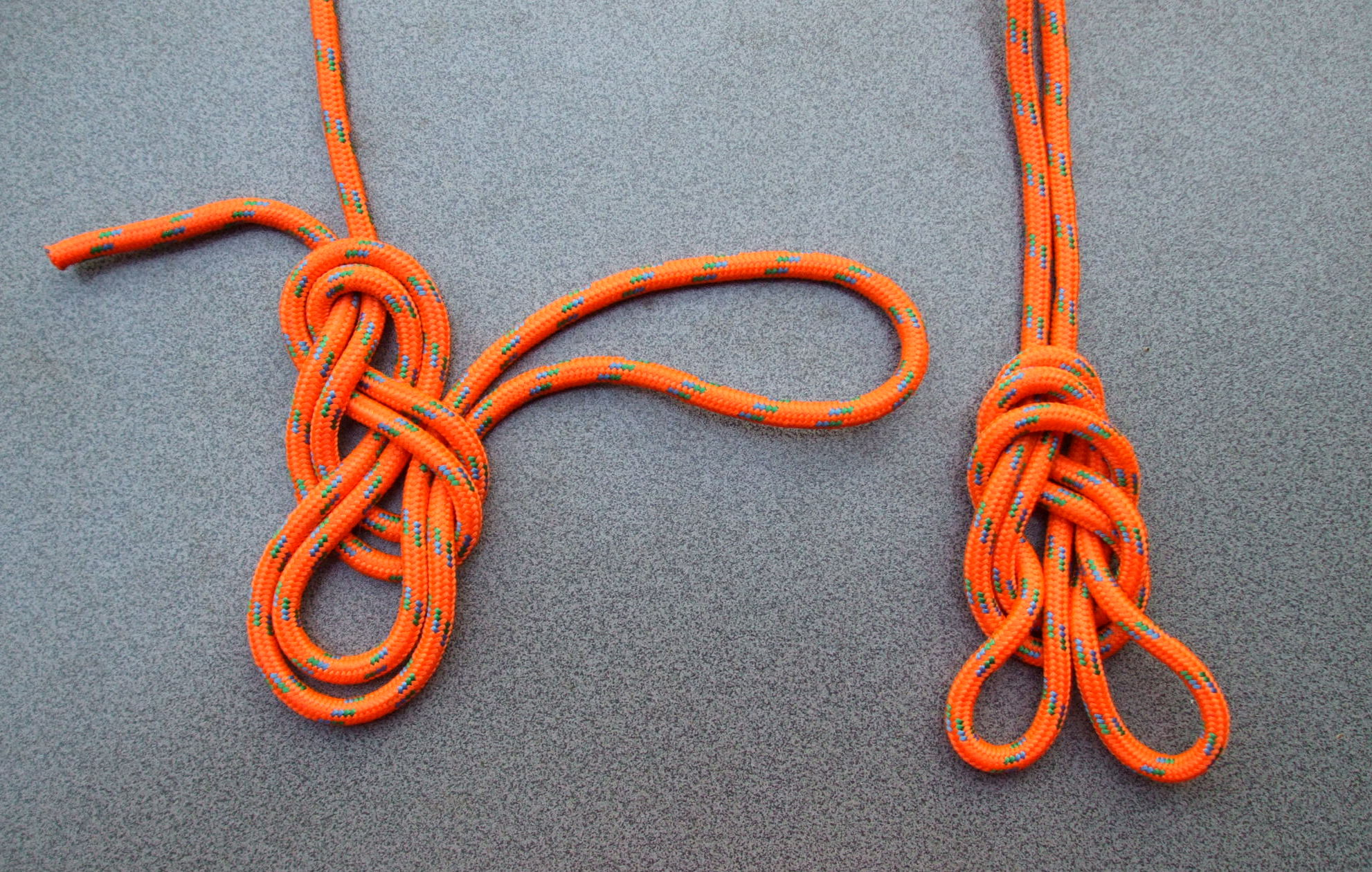
Hasenohrenknoten. (Links Ausgangslage, rechts fertiger Knoten.)

Doppelter Achterknoten zur Verwendung in der Seilmitte

Werden zwei Schlaufen gebraucht, so wird die Bucht nur halb durch den fast fertigen Knoten geschoben und die noch herausstehende Bucht nach unten über die „kleineren“ zwei Buchten gestülpt, nach oben auf den „Kopf der 8“ gelegt und zum Schluss festgezogen (Ashley #1085). Beide Schlaufen sind gegeneinander verstellbar. Diese doppelte Achtschlaufe heißt beim Industrie- und Baumklettern Hasenohrenknoten. Ähnliche zwei Schlaufen bietet beispielsweise der Doppelte Palstek.

## Dreifacher Achterknoten

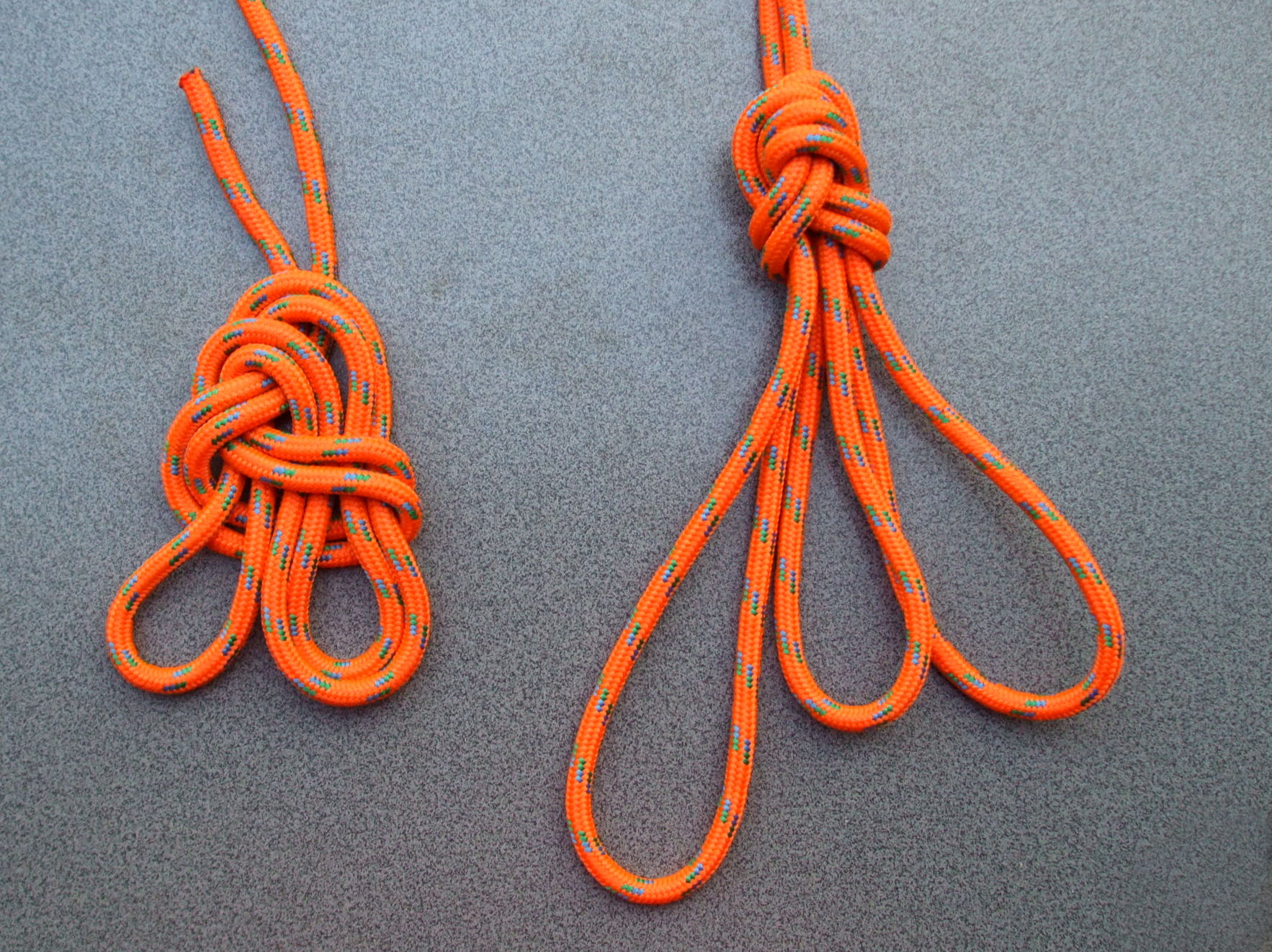
Variante mit drei Schlaufen. (Die übertrieben lange Schlaufe im rechten Knoten ist die „Arbeitsbucht“, mit welcher der Knoten hergestellt wird.)

Auch lässt sich der Hasenohrenknoten zur Herstellung weiterer Schlaufen variieren. Begonnen wird wie bei dem zweischlaufigen Knoten, doch wird die Bucht nicht nach unten über die zwei Buchten gelegt, sondern wieder rückwärts, über den „Kopf der 8“ zurück zu den zwei vorhandenen Buchten gesteckt. Den restlichen Ablauf wie gehabt, die einzelnen Schlaufen ordnen und festziehen.
- Aus der Kombination von Zweierschlaufen und Dreierschlaufe (erneutes Durchschlaufen, dazu eine sehr lange Bucht als Ausgangspunkt verwenden!) lassen sich so viele Mehrfachschlaufen herstellen, die ihren Sinn jedoch nur noch bei Scoubidou und Makramee finden. Beispielsweise als „Pfauenrad“ mit mehr als acht Schlaufen.

## Alternativen

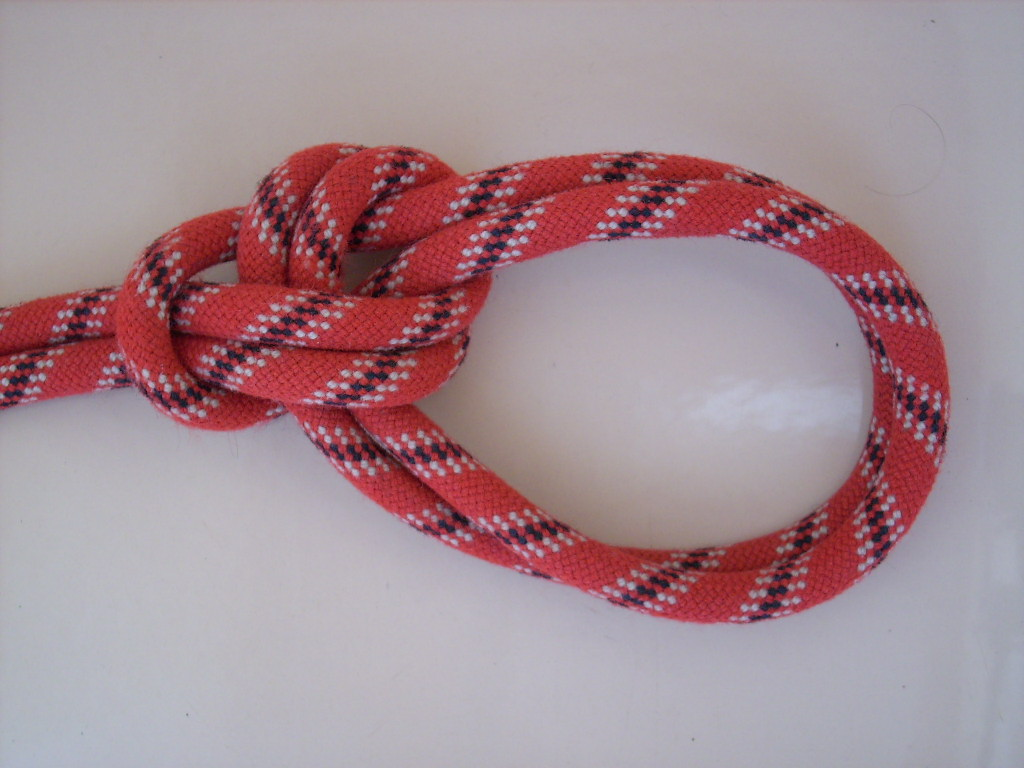
Neben dem Achterknoten empfiehlt der DAV auch den Doppelten Palstek (Doppelten Bulin) als Anseilknoten, der sich nach Belastung leichter öffnen lässt.
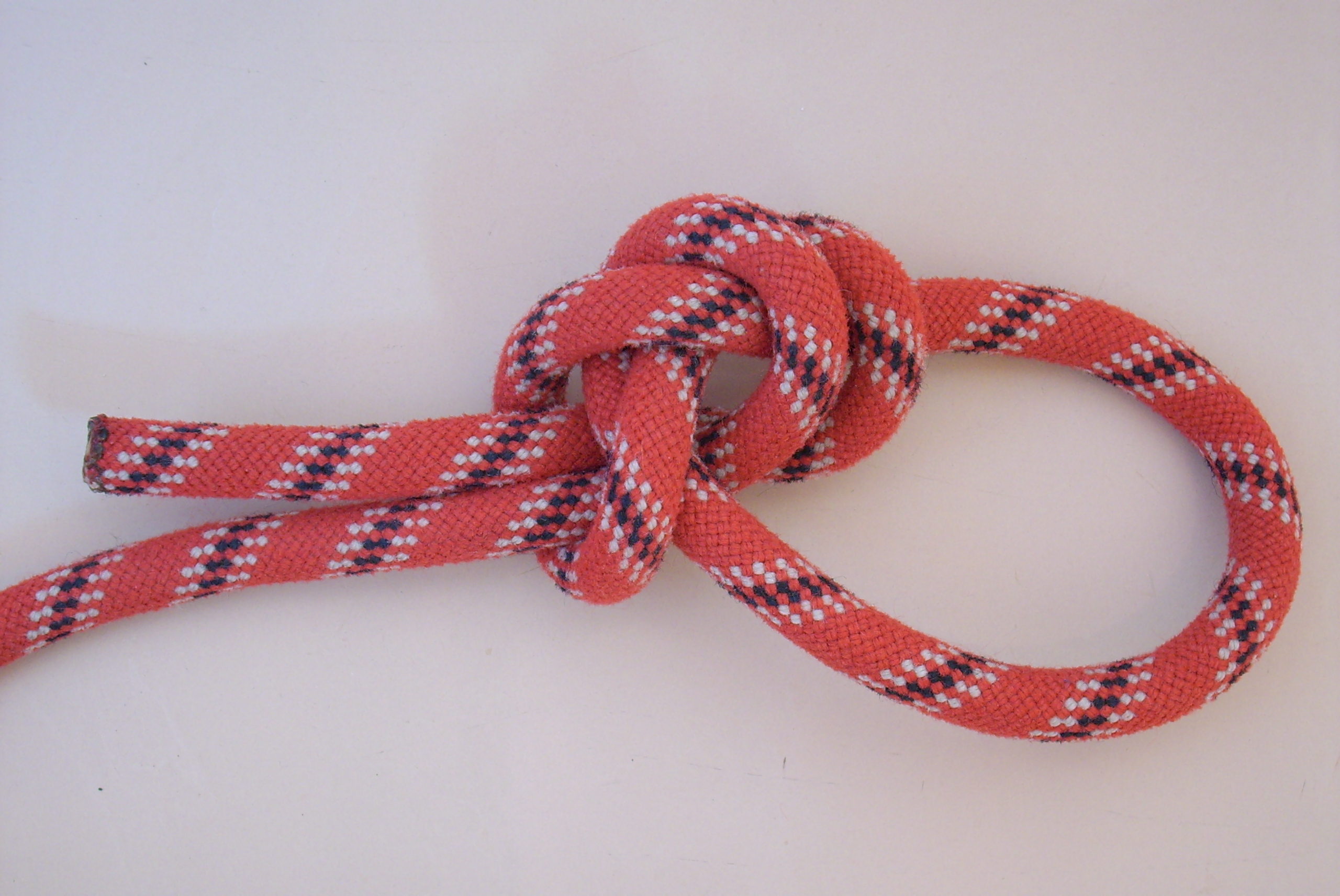
Höchste Knotenfestigkeit erreicht der Bulin 1.5 und ist nach Belastung einfacher zu lösen, aber visuell schwerer zu kontrollieren.
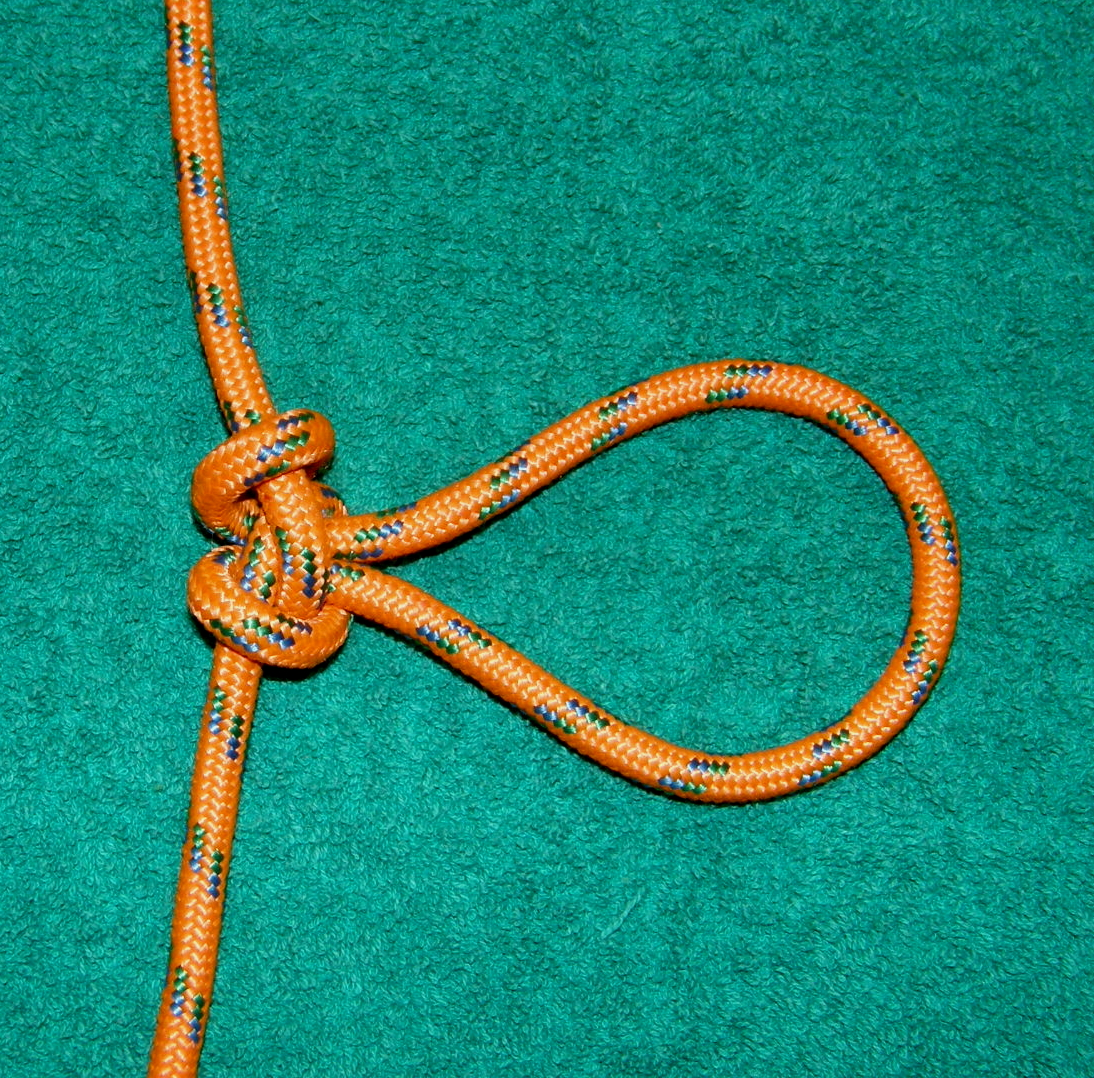
Für eine Schlaufe in der Mitte eines Seiles eignet sich der Schmetterlingsknoten.
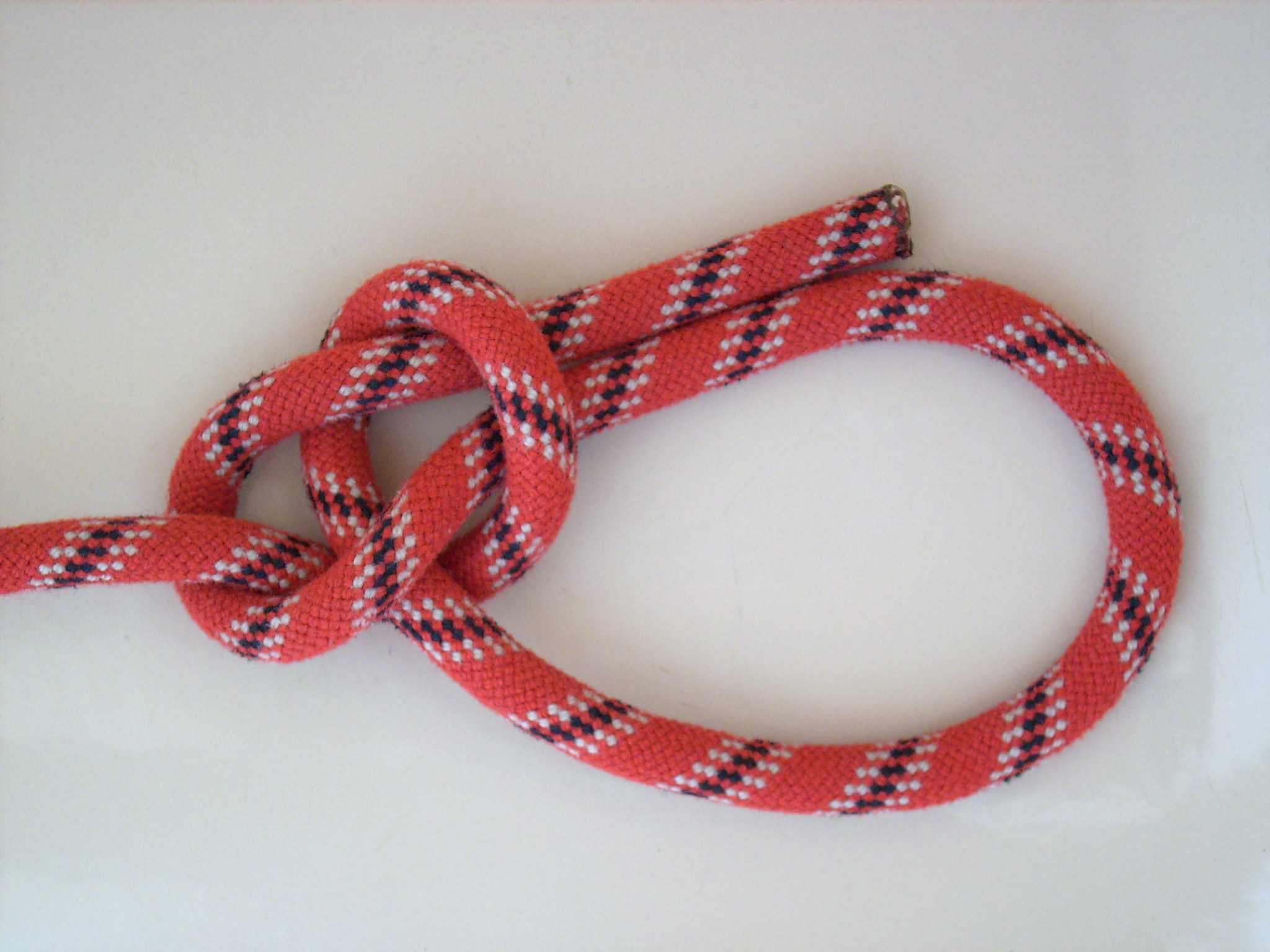
Wenn der Knoten nicht beim Klettern oder für andere Sicherheitszwecke verwendet werden soll, sondern einfach eine feste Schlinge gebraucht wird, ist der Palstek zu empfehlen.

- Als Alternative für die Achterschlaufe entwickelte Robert M. Wolfe für Kletterer die „Dreizackschlaufe“.[9]
- In der Seefahrt gilt der Palstek als Universalschlaufe. Wenn das Seil nicht über das Objekt gelegt werden kann, ist der Palstek schneller zu knüpfen als der Achterknoten und er ist immer leicht zu lösen.

## Abwandlungen

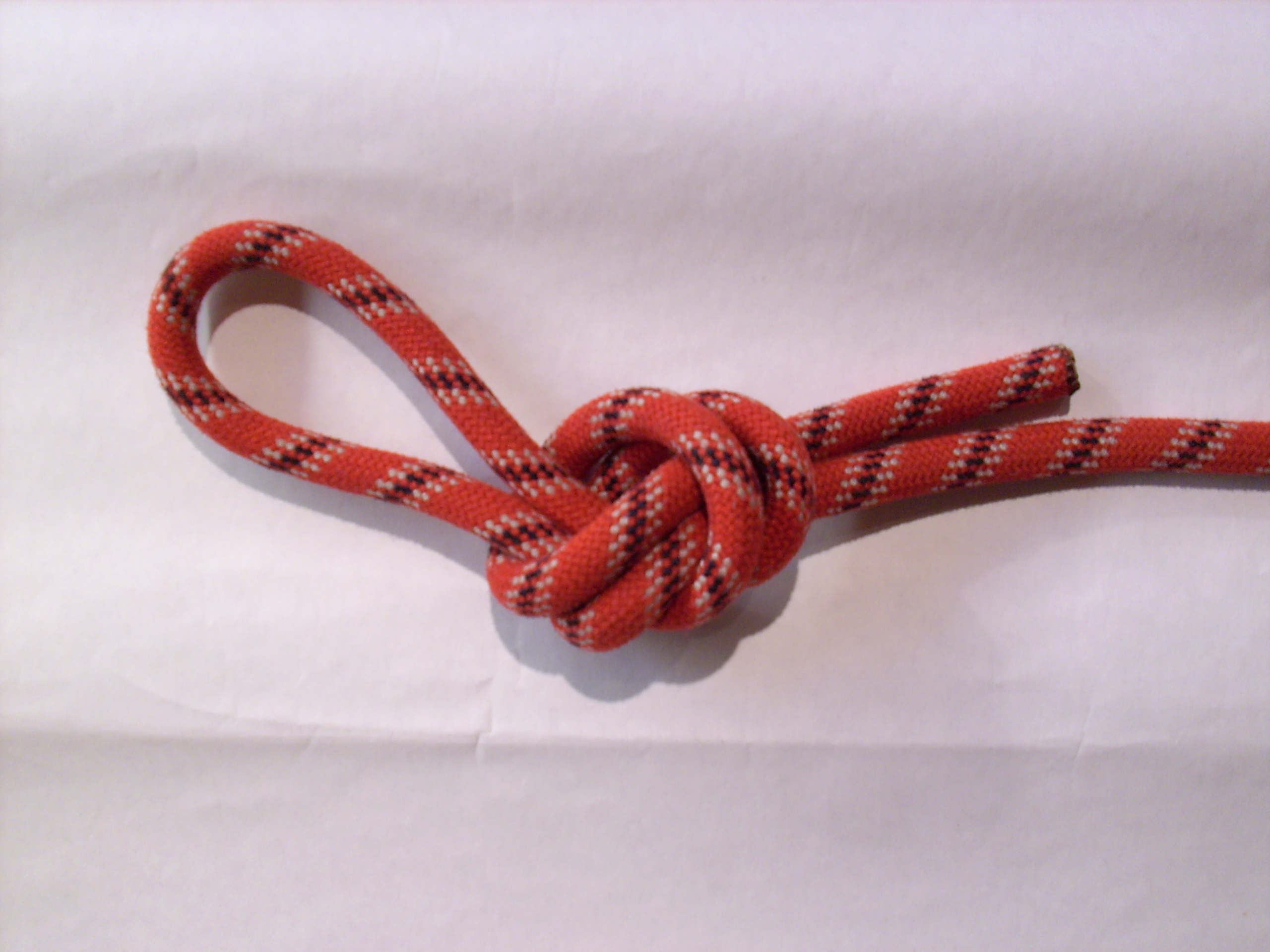
Dreht man die doppelte Schlaufe beim Knüpfen nur einmal, entsteht der Sackstich.
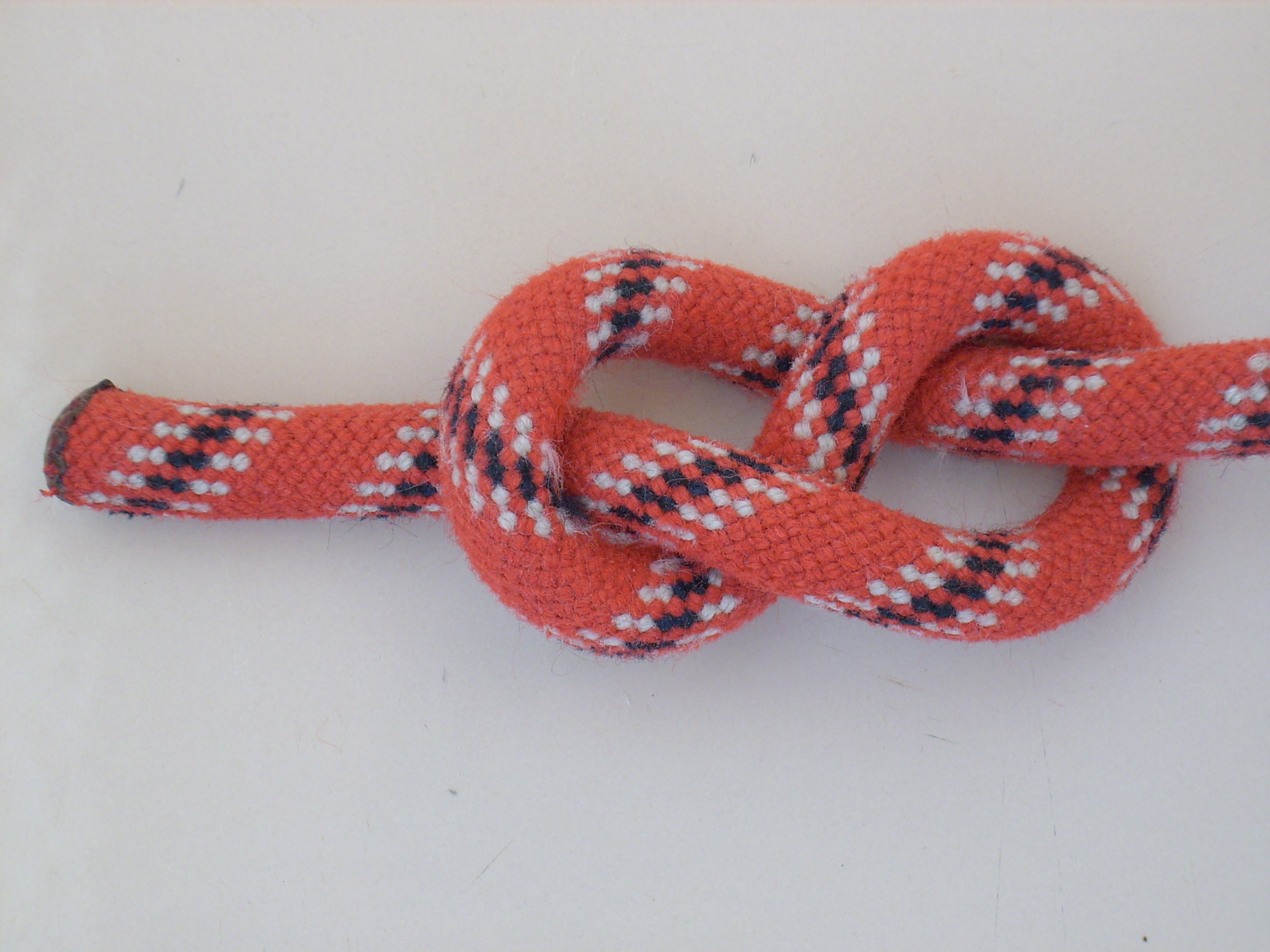
Nur einfach geknüpft heißt er Endacht oder auch Achtknoten und dient als Ein-Strang-Verdickungsknoten am Ende eines Seiles um das Ausrauschen des Seils zu verhindern.
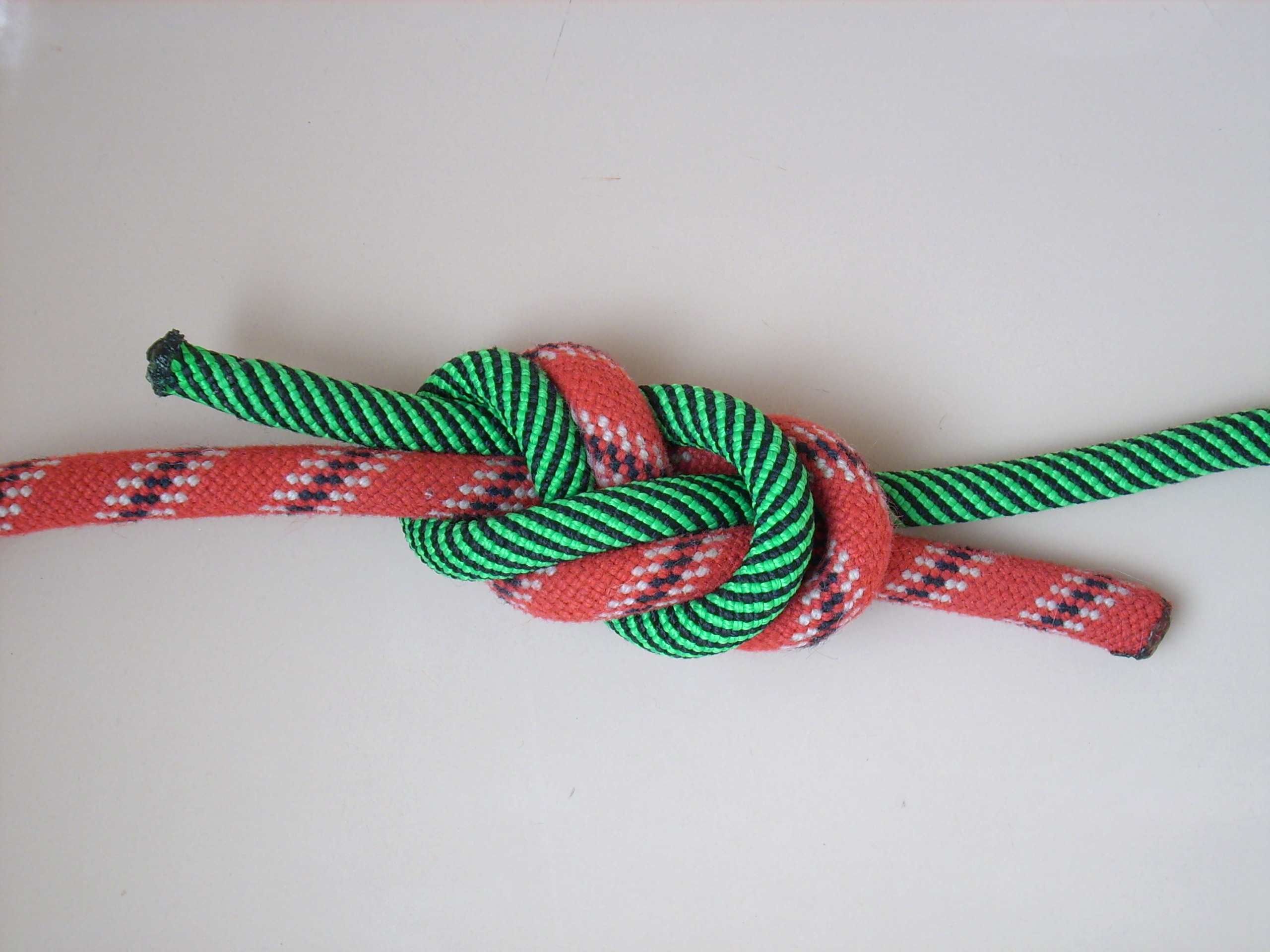
Wird der gesteckte Achterknoten mit einem zweiten Seil geknüpft, entsteht ein Verbindungsknoten, der ebenfalls Achterknoten genannt wird.
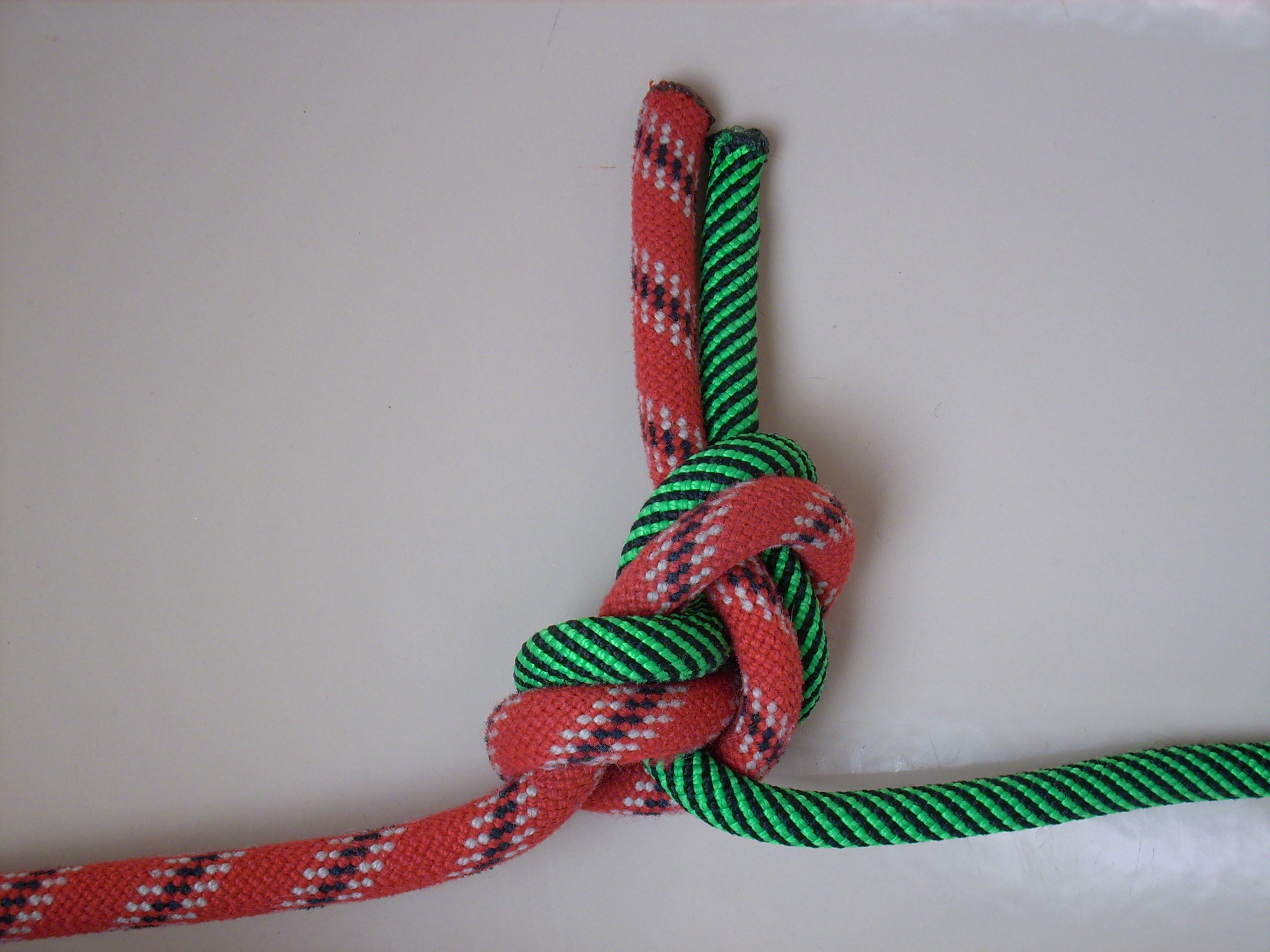
Ebenfalls ein Verbindungsknoten ist der Achterknoten in Tropfenform. Er ist aber weniger haltbar. Bei Kletterseilen rollt er bereits bei 2 kN.
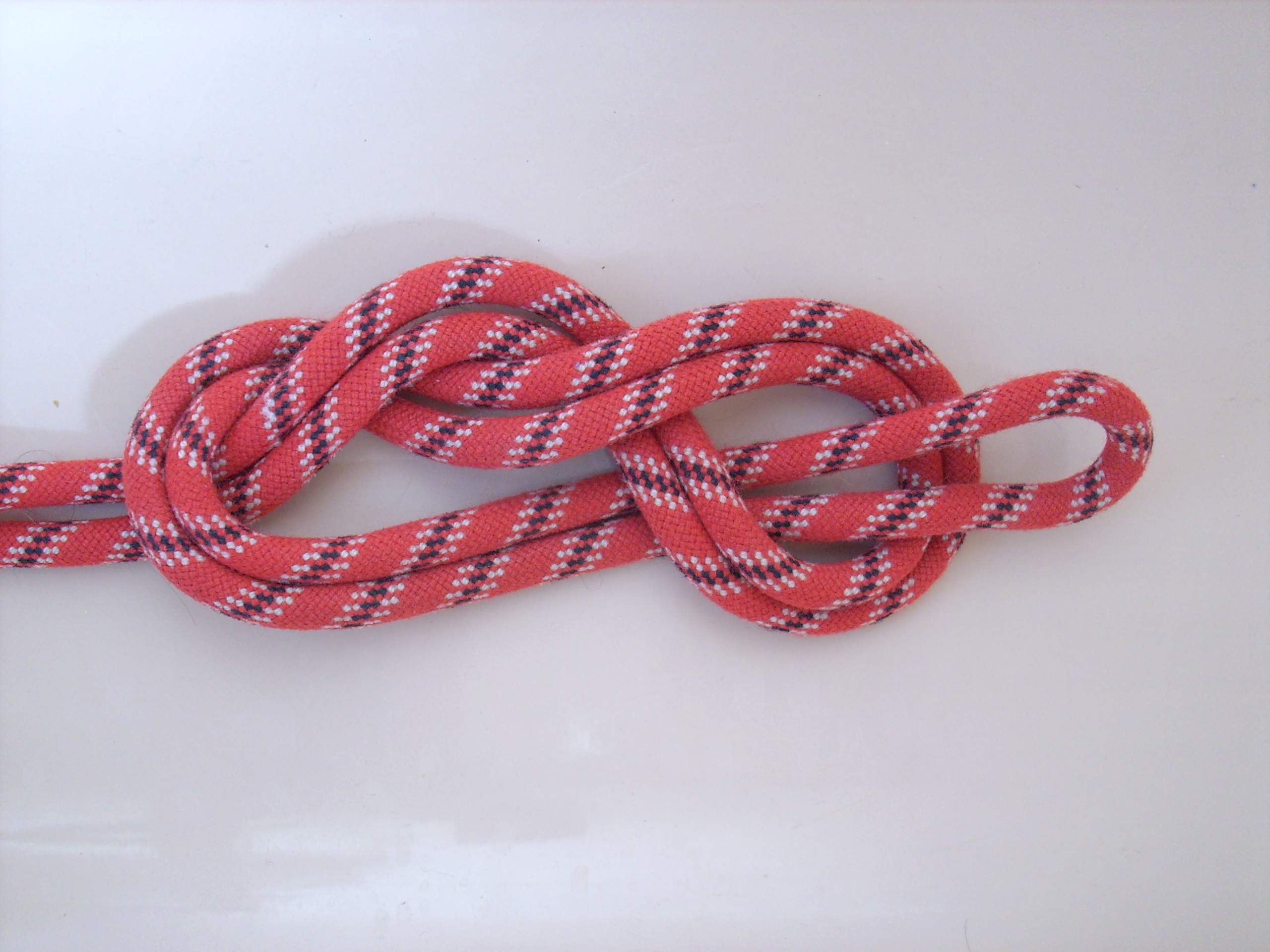
Dreht man die doppelte Schlaufe beim Knüpfen einmal mehr, entsteht der Neunerknoten. Er ist etwas größer und hat ein weniger deutliches Erscheinungsbild, zieht sich unter Belastung allerdings deutlich weniger zu.